# Ordre du grand-duc Gediminas
L'ordre du grand-duc Gediminas est une récompense présidentielle pour honorer les citoyens lituaniens dans leurs actions civiles. Il est réinstauré après avoir été créé en 1928 [réf. souhaitée]. Il symbolise les colonnes de Gediminas, un symbole fondateur lituanien.
L'ordre est aussi décerné aux étrangers.

## Description
L'ordre se divise en cinq classes : première classe (Grand-croix), deuxième classe (Grand-croix de commandeur), troisième classe (Commandeur), quatrième classe (Officier) et cinquième classe (Chevalier).
Le ruban est jaune avec deux groupes de colonnes brunes de chaque côté.
La médaille porte deux croix concentriques décalés, une croix, verticale, dorée reprend le symbole du trident sur chaque branche. L'autre croix de biais est blanche sur fond noir. Au centre le symbole héraldique de la Lituanie en médaillon.
Les deux premiers degrés se portent avec une plaque, la médaille sur fond d'une étoile à neuf branches. Le troisième degrés se porte avec un nœud et en cela ressemble au port de la Légion d'honneur.
| 1. Grand-croix               | Ribbon |
| 2. Grand-croix de commandeur | Ribbon |
| 3. Croix de commandeur       | Ribbon |
| 4. Croix d'officier          | Ribbon |
| 5. Croix de chevalier        | Ribbon |

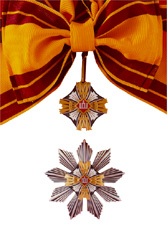
Ordre de 1re classe
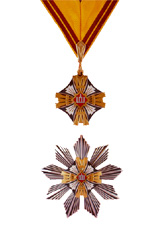
Ordre de 2e classe
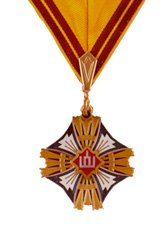
Ordre de 3e classe
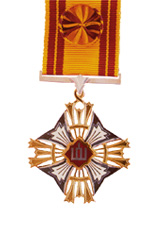
Ordre de 4e classe
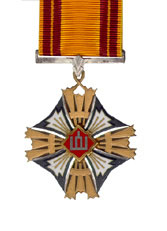
Ordre de 5e classe

## Personnalités décorées

### Lituaniennes
- Oscar Vladislas de Lubicz-Milosz
- Silvestras Žukauskas
- Magdalena Avietėnaitė

Après la restauration de l'Ordre, les cinq premières attributions furent pour :
- Justinas Marcinkevičius
- Bernardas Brazdžionis
- Ričardas Mikutavičius
- Vytautas Kazimieras Jonynas
- Jonas Kubilius

### Étrangères
- Mstislav Rostropovitch
- Juan Antonio Samaranch
- George Soros
- Jacek Kuroń
- Frans Timmermans
- Roberta Metsola[1]

#### Françaises
- Jeanne Burgues-Brun
- Lucien Loizeau
- Jean Mauclère, journaliste et écrivain
- Colonel Samuel Nalot